# 顾慧玲
顾慧玲，中华人民共和国政治人物、全国脱贫攻坚先进个人。

## 生平
顾慧玲任上海市青浦区徐泾第二小学课程教学部副主任。因在脱贫攻坚战中作出突出贡献，2021年2月25日全国脱贫攻坚总结表彰大会上，顾慧玲被授予“全国脱贫攻坚先进个人”。